# جهینه

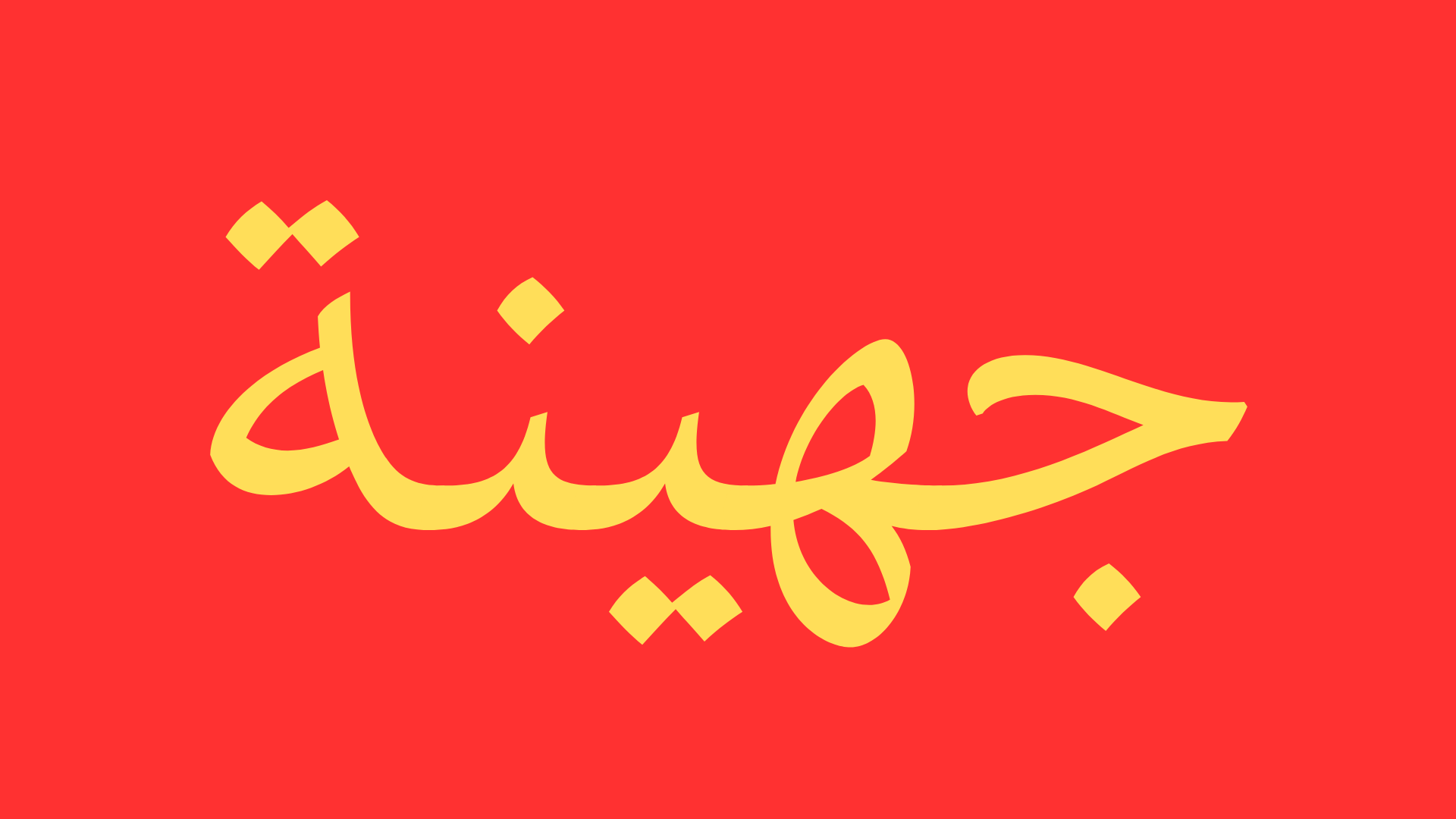
جهینه

جُهَینه نام گروه بزرگی از عربهای بیابانگرد بود که در سده چهاردهم میلادی به شمال خاوری آفریقا کوچید و در راستای بخش نوبیه‌ای رود نیل (منطقه میان آبشارهای دوم و ششم) نشیمن گزید. برخی از جهینه‌ای‌ها دورتر رفته و در گله‌های خود را از بیابان باختری به چراگاه‌های پراکنده دارفور و کُردُفان در سودان امروزی بردند.
بعدها یکی از طایفه‌های جهینه به نام عبدالعبید به پادشاهی مسیحی سوبا در آفریقا حمله کرده آن پادشاهی را سرنگون کرد. مردم جهینه امروزه مسلمان و سنی هستند.
قبیله جهینه را جهینه ابن‌صحار یا ابناء صحار نیز نامیده‌اند، چون اولین افرادی بودند که از صحرا گذشتند و به حجاز مهاجرت کردند.
پیش از اسلام، قبیله جهینه با قبایل قحطانی‌تبار اوس و خزرج هم‌جوار بودند. این دو قبیله پس از مدتی شهرنشین شدند ولی جهینه صحرانشینی خود را حفظ کرد و زودتر از قبایل دیگر، بدون مقاومت به اسلام گروید و به مدینه مهاجرت کرد. آنها در مدینه مسجد و محله خاصی داشتند.
از تیره‌های معروف امروزی که تبارشان به جهینه می‌رسد عشیره‌های بقاره سودان هستند. بسیاری از مردم بقاره در قالب گروه جنجوید در آغاز سدهٔ ۲۱م به نسل‌کشی مردم مسیحی منطقه دارفور دست زده‌اند.